# Malcov
Malcov és un poble i municipi d'Eslovàquia. Es troba a la regió de Prešov, al nord del país.

## Història
La primera referència escrita de la vila data del 1338.

## Demografia
| Godina             | 1994 | 2004   | 2014   | 2024   |
| ------------------ | ---- | ------ | ------ | ------ |
| Nombre de persones | 1385 | 1447   | 1572   | 1608   |
| Diferència         |      | +4,47% | +8,63% | +2,29% |

| Godina             | 2023 | 2024   |
| ------------------ | ---- | ------ |
| Nombre de persones | 1601 | 1608   |
| Diferència         |      | +0,43% |